# Histiophryne maggiewalker
Histiophryne maggiewalker is een straalvinnige vissensoort uit de familie van de voelsprietvissen (Antennariidae). De wetenschappelijke naam van de soort is voor het eerst geldig gepubliceerd in 2011 door Arnold & Pietsch.